# Eurovision Song Contest 2020
Eurovision Song Contest 2020, česky také Velká cena Eurovize 2020 (či jen Eurovize 2020), měl být 65. ročník soutěže Eurovision Song Contest, který se měl konat v Rotterdamu v Nizozemsku, a to díky vítězství zpěváka Duncana Laurence s písní „Arcade“ na předchozím ročníku. Jednalo se o první a jediný ročník v historii soutěže, který musel být zrušen, a to 18. března 2020 z důvodu pandemie covidu-19.
Soutěž se měla konat v aréně Rotterdam Ahoy. Semifinálová kola byla naplánovaná na 12. a 14. května, finále mělo proběhnout 16. května 2020. Soutěže se stejně jako v předchozím roce plánovalo zúčastnit 41 zemí. Bulharsko a Ukrajina se měli do soutěže po roční pauze vrátit, naopak Černá Hora a Maďarsko potvrdili ještě před zrušením ročníku svou neúčast. Všechny soutěžní písně byly představeny do začátku března 2020.
Po zrušení ročníku uspořádala Evropská vysílací unie společně s nizozemskými vysílateli náhradní show nazvanou Eurovision: Europe Shine a Light, kterou odvysílala místo plánovaného finále 16. května 2020. Rotterdam uspořádal následující ročník Eurovize, písně zvolené pro rok 2020 ale nesměly být použity.

## Místo konání
Eurovizní ročník 2020 se měl uskutečnit v aréně Rotterdam Ahoy v nizozemském Rotterdamu. Po vítězství nizozemského reprezentanta Duncana Laurence s písní „Arcade“ na předchozím ročníku soutěže v izraelském Tel Avivu se klání mělo přesunout do této země již popáté. Aréna Ahoy byla pro eurovizní účely využita již v roce 2007 pro dětskou verzi této hudební akce.

### Přípravy
Přípravy na Eurovizi 2020 započaly již 19. května 2019, tedy v téměř okamžité návaznosti na vyhlášení nizozemského vítěze předchozího ročníku. Výkonný supervizor Evropské vysílací unie (EVU), Jon Ola Sand, předal zástupcům vysílací stanice AVROTROS, jež má na starosti správu nizozemské Eurovize, štos dokumentů a USB disk s instrukcemi potřebnými pro zahájení příprav na následující rok. Společnost AVROTROS jinak na organizaci soutěže spolupracovala se sesterskou společností Nederlandse Omroep Stichting (NOS) a mateřskou organizací Nederlandse Publieke Omroep (NPO).

### Výběr místa konání

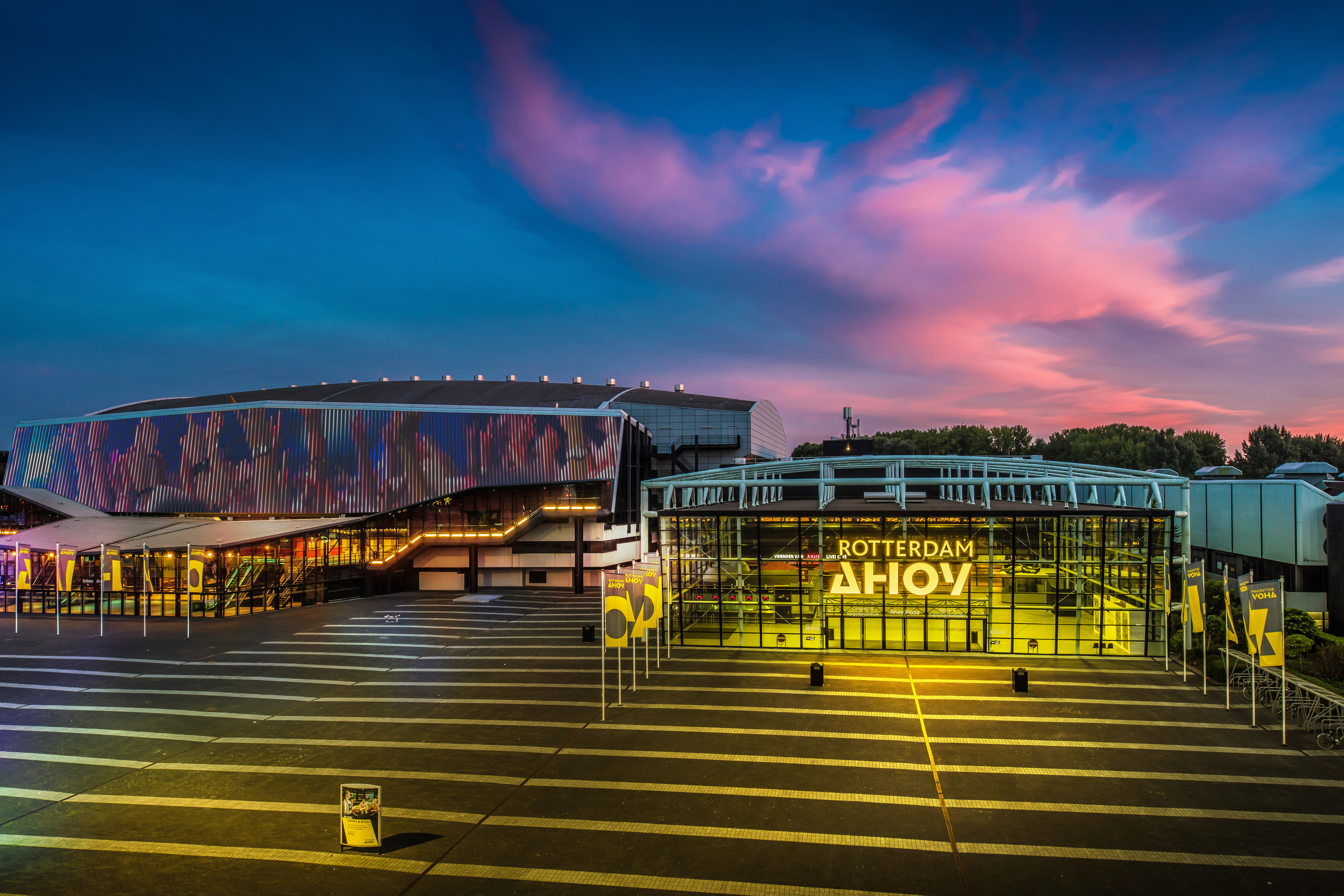
Místo konání, aréna Rotterdam Ahoy

Již před samotnou Eurovizí 2019, kdy se reprezentant Nizozemska Duncan Laurence stal především u sázkových kanceláří jasným favoritem na vítěze, vyjádřila některá nizozemská města zájem o případné hoštění následujícího ročníku. Mezi ně se zařadily metropole jako Amsterdam, Haag a Maastricht. O hrubém plánu výběru hostitelského města v případě nizozemského vítězství v této době hovořila i mluvčí společnosti Nederlandse Publieke Omroep (NPO). Když se tak opravdu stalo, začali starostové měst odesílat textové zprávy nizozemskému předsedu vlády, Markovi Ruttemu, a lobbovat tak za své oblasti ve spojitosti s příštím ročníkem Eurovize. Do tohoto boje se zapojila i řada významných osobností této západoevropské země jako Esther Hart, Getty Kaspers, André Rieu či samotný Duncan Laurence a rovněž vyjádřila podporu svým oblíbeným kandidátům na pořádání soutěže.
Výběrové řízení hostitelského města oficiálně započalo 29. května 2019. Prostor k podání oficiální přihlášky do výběru dostali kandidáti v první fázi procesu, jež trvala do 12. června. Zapojilo se celkem devět měst: Amsterdam, Arnhem, Breda, Haag, ’s-Hertogenbosch, Leeuwarden, Maastricht, Rotterdam a Utrecht. Právě ta následně obdržela seznam nutných kritérií pro pořádání akce. Zájem o Eurovizi 2020 vyjádřila i jiná města, nakonec ale přihlášku nepodala. Město Zwolle odstoupilo z důvodu nedostatečné kapacity místní arény IJsselhallen. V případě města Enschede při německé hranici došlo k odstupu na podnět lokální vlády, jež akci odmítla finančně podpořit. K pořádání vlastní akce se původně přemýšlelo o využití jedenáctého hangáru tamějšího letiště.
V období od 12. června do 10. července měla kandidátská města prostor na vytvoření podkladů a představení svých možností a plánů organizace soutěže. Během této fáze se mohla stále zapojit i další města, jiná pak z procesu vystoupit. Této druhé možnosti využila celkem čtyři města. Amsterdam zrušil svoji přihlášku z důvodu dalších pořádaných akcí v období Eurovize 2020. Z finančních obav odstoupilo i severobrabantské město Breda. Leeuwarden byl pak nucen odstoupit kvůli nedostatečné výšce stropu místní haly WTC Expo. Zájem o hoštění nakonec zrušilo i sídelní město Haag, jehož potenciální komplexy rovněž nejsou vhodné – velikostně dostačující stadión Cars Jeans Stadion postrádá střechu, přičemž její instalace by nebyla finančně výhodná, a zakrytí otevřené plochy Malieveld neodpovídá podmínkám organizace. Po odstupu začalo město ve výběrovém řízení podporovat nedaleký Rotterdam.
Zbývajících pět kandidátů – Arnhem, ’s-Hertogenbosch, Maastricht, Rotterdam a Utrecht – představilo své plány na oficiální ceremonii 10. července v holandském Hilversumu. Zástupci pořádajících vysílatelů 16. července představili zúžený výběr – Maastricht a Rotterdam – a zbylí kandidáti, Arnhem, ’s-Hertogenbosch a Utrecht, byli odmítnuti. Utrecht byl vyřazen kvůli pochybám o kapacitě města pořádat akci podobných rozměrů. Další aspekt, který rada vzala v potaz, byl záměr města zavést provizorní zastřešení nad otevřenou travnatou plochou Jaarbeurs a využít ji tak během soutěžních večerů. Město ’s-Hertogenbosch neuspělo kvůli nedostatečné výšce stropu arény Brabanthallen a malé kapacitě hotelových pokojů a zázemí pro návštěvníky.
Zástupci společnosti NPO posléze 17. července navštívili Maastricht, aby prodiskutovali detaily hoštění. O den později to samé učinili i v případě Rotterdamu. Dodatečné návštěvy a jednání o logistice proběhly v obou městech i na konci měsíce. Dne 9. srpna obdržela obě města zkontrolované podklady s požadavkem doplnění informací o místních sociálních programech, ostatních vedlejších pořádaných akcích a programových povoleních. V průběhu téhož měsíce byl kandidátům předložen koncept smlouvy, který Maastricht na rozdíl od Rotterdamu odmítl. Během speciálního přenosu televizí NPO 1 a NPO 2 bylo za vítěze oficiálně prohlášeno město Rotterdam.
Města, která projevila zájem soutěž pořádat:
|  | Finální výběr |  | Vítězné město |

| Město            | Hala            | Poznámky |
| ---------------- | --------------- | --- |
| Arnhem           | GelreDome       | O pořádání se město ucházelo společně s městem Nijmegen a regionem Veluwe.                                                            |
| 's-Hertogenbosch | Brabanthallen   | Podporováno provincií Severní Brabantsko a městy Breda, Eindhoven, Tilburg a Helmond.                                                 |
| Maastricht       | MECC Maastricht | Podporováno provincií Limburg a okolními městy.                                                                                       |
| Rotterdam        | Rotterdam Ahoy  | Podporováno provincií Jižní Holandsko a městy Dordrecht a Haag. V aréně již byla pořádána soutěž Junior Eurovision Song Contest 2007. |
| Utrecht          | Jaarbeurs       | – |

### Další lokace
Každoročně je v rámci pořádání soutěže vytvořena tzv. „Eurovizní vesnička“. Příznivci soutěže a její sponzoři navštěvují tento prostor s eurovizní tematikou v průběhu festivalu. Návštěvníci zde mohou sledovat živá vystoupení některých reprezentantů či přímé přenosy soutěžních večerů na velkých obrazovkách. Po tomto provizorním městečku jsou rozmístěny i obchody či stanoviště se zábavnými aktivitami. V Rotterdamu měl být k Eurovizní vesničce využit jeden z největších otevřených prostor centra města, Binnenrotte. Ten se mimo jiné nachází v blízkosti architektonického divu Markthalu.
S pořádáním Eurovize se pojí i zajištění prostor pro EuroClub, tedy noční klub využívaný pro soukromé akce účastníků soutěže či afterparty. Tohoto úkolu se ujal klub Maassilo, jež se nachází na nábřeží Maashaven Zuidzijde asi 10 minut od arény Rotterdam Ahoy, kde se měly uskutečnit slavnostní večery. Zatímco Eurovizní vesnička je za poplatek otevřena veřejnosti, EuroClub mohou navštěvovat pouze akreditovaní fanoušci, delegáti a novináři.

## Produkce
Soutěž je koprodukčním projektem tří navzájem si blízkých vysílacích společností AVROTROS, Nederlandse Omroep Stichting (NOS) a Nederlandse Publieke Omroep (NPO), přičemž každá z nich má na starosti jinou oblast. Funkce vedoucích producentů zastávají Sietse Bakker a Inge van de Weerd společně se svými zástupci Emilie Sickinghe a Jessicou Stam. V srpnu 2019 byla rovněž oznámena jména režisérů všech tří přenosů, Marnix Kaart a Marc Pos, šéfem vysílání se stal Gerben Bakker. Cornald Maas se pak ujal role kreativního poradce. Na pozici výkonného supervizora Eurovize se naposledy od roku 2011 objeví Jon Ola Sand. Od následujícího roku ho nahradí Martin Österdahl.

### Přenos na jiných platformách
V červenci 2019 podepsali zástupci Evropské vysílací unie a společnosti Netflix smlouvu udělující práva této americké firmě zveřejnit přenos soutěže ve Spojených státech.

## Formát

### Vizuální design
Oficiální slogan Eurovize 2020, „Open Up“, byl představen 24. října 2019. Logo má pak reprezentovat vlajky všech 41 zúčastněných států podle toho, jak se chronologicky přidávaly do soutěže Eurovision Song Contest, jejíž první ročník se uskutečnil již v roce 1956. Tvorbu loga zajistila společnost CLEVER°FRANKE.

### Design stage
Vzhled pódia odhalila Evropská vysílací unie v prosinci 2019. Designer stage, Němec Florian Wieder se zkušenostmi ve stejné disciplíně již z let 2011, 2012, 2015, 2017, 2018 a 2019, se nechal inspirovat sloganem „Open Up“ a tradiční plochou nizozemskou krajinou. Stejně jako v předchozích letech bude tzv. „green room“, tedy sekce pro delegace soutěžících států, opět umístěna uvnitř arény.

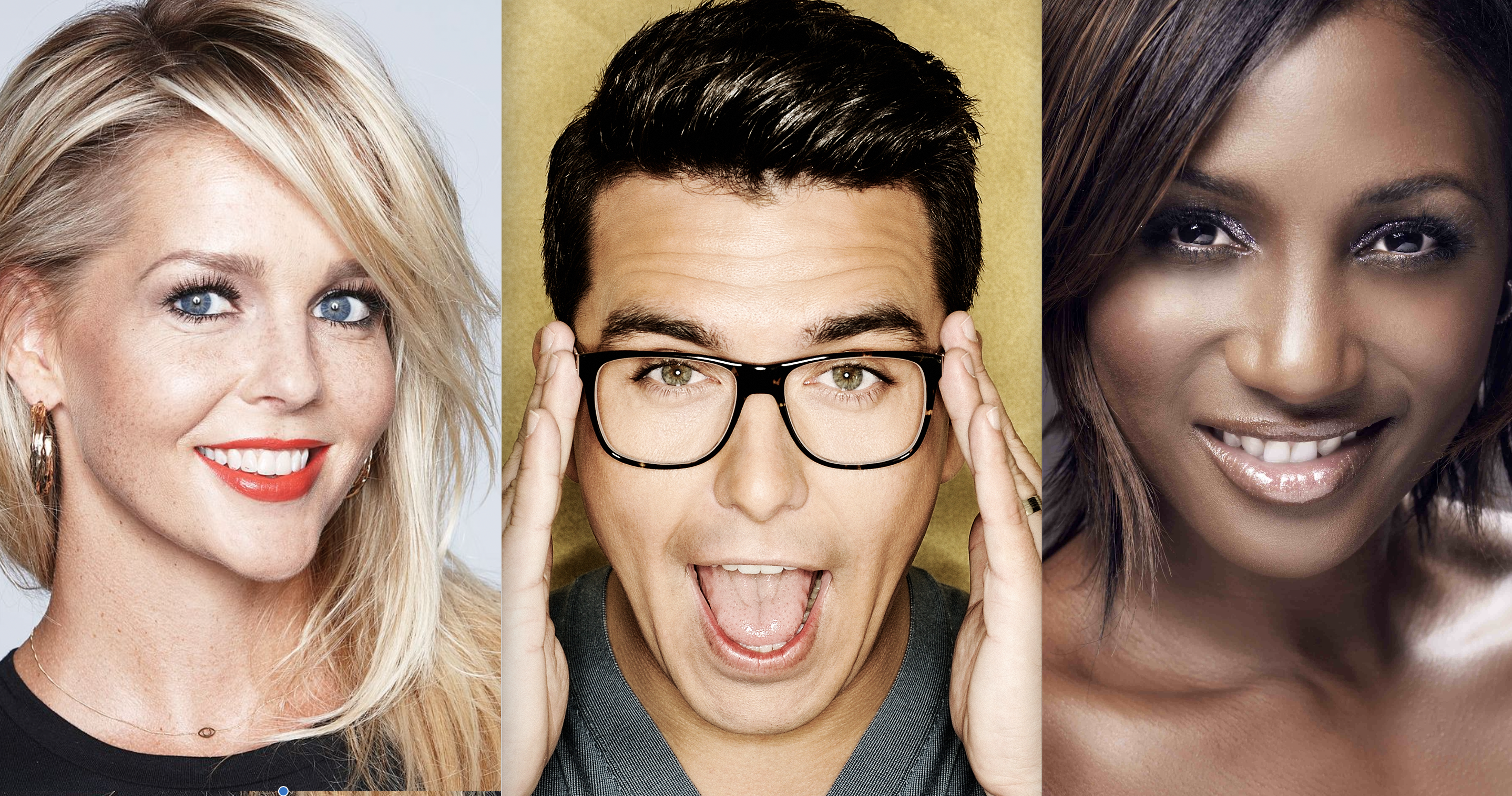
Moderátoři Eurovize 2020

### Moderátoři
Společnost Nederlandse Publieke Omroep (NPO) odtajnila jména tří moderátorů Eurovize 2020 4. prosince 2019. Stali se jimi herečka a televizní moderátorka Chantal Janzen, zpěvák a nizozemský komentátor eurovizních přenosů Jan Smit a zpěvačka Edsilia Rombley. Poslední jmenovaná již reprezentovala Nizozemsko na Eurovizi 1998 a 2007.

### Los států do semifinále
Zúčastněné státy si na rotterdamské radnici 28. ledna 2020 pomocí losu vybrali místo v prvním nebo ve druhém semifinále. Všech 35 semifinalistů bylo předem rozděleno do 5 skupin po sedmi na základě historických výsledků a pravidelné vzájemné podpory některých států pro zachování co největší objektivity či eliminace politického vlivu v rámci soutěže. Losu se zúčastnily státy tzv. „Velké Pětky“, jejíž členové postupují přímo do finále, a automaticky postupující Nizozemsko jako hostitel a předchozí vítěz. Zástupcům tak los určil, ve kterém semifinále by hlasovali.
| Skupina 1                                                                              | Skupina 2                                                            | Skupina 3                                                                   | Skupina 4                                                                | Skupina 5                                                     |
| -------------------------------------------------------------------------------------- | -------------------------------------------------------------------- | --------------------------------------------------------------------------- | ------------------------------------------------------------------------ | ------------------------------------------------------------- |
| - Albánie - Chorvatsko - Rakousko - Severní Makedonie - Slovinsko - Srbsko - Švýcarsko | - Austrálie - Dánsko - Estonsko - Finsko - Island - Norsko - Švédsko | - Arménie - Ázerbájdžán - Bělorusko - Gruzie - Moldavsko - Rusko - Ukrajina | - Bulharsko - Kypr - Malta - Portugalsko - Rumunsko - Řecko - San Marino | - Belgie - Česko - Irsko - Izrael - Lotyšsko - Litva - Polsko |

### Hlasování
Dne 22. října 2019 oznámil šéf španělské delegace, že Evropská vysílací unie jedná o případných změnách tradičního hlasovacího systému. Jeho řecký protějšek však 30. října přišel s informací o výsledku hlasování mezinárodních reprezentací týkající se této otázky – 80 % z nich se vyjádřilo pro zachování dosavadního způsobu.

### Medailonky
Medailonky, někdy také označovány jako pohlednice, jsou krátká videa, která představují každý stát před samotným vystoupením na eurovizní stagi. Jedná se o jeden z nezbytných úkolů účastnících se delegací a jejich přehrání zajišťuje čas na přípravu pódia mezi jednotlivými soutěžními čísly. Stejně jako v minulých letech měly mít medailonky danou tematiku. Každý reprezentant tak měl navštívit jednu část Nizozemska a s místními obyvateli vyzkoušet některé z tradičních aktivit a zvyků. Téma se mělo nést v duchu sloganu „Open Up“, v překladu „Otevři se“.

### Další vystoupení
V rámci soutěžních večerů tradičně vystupují i jiní, častokrát místní hudební umělci. Během finálového klání se měl předvést například symfonický orchestr mladých hudebníků. Tradiční úvodní přehlídku vlajek soutěžních zemí měl doprovodit patnáctiletý DJ Pieter Gabriel.

## Seznam účastníků
Následující země se soutěže měly zúčastnit. Po roční pauze se měli vrátit Bulharsko a Ukrajina, naopak Maďarsko a Černá Hora tentokrát neměli nastoupit. Celkem se tak počet účastníků nezměnil a zůstal na čísle 41.

### První semifinále
Prvního semifinále se mělo zúčastnit celkem 17 zemí. Odehrát se mělo 12. května ve 21 hodin místního času. Hlasovat by mohli diváci z těchto zemí, Nizozemskae a dvou zemí tzv. Velké pětky, konkrétně z Itálie a Německa. Rozhodl o tom los, který proběhl na konci ledna a který také určil, v jaký den a v jaké polovině jednotliví soutěžící měli vystoupit.
V den plánovaného konání semifinále byl na oficiálním YouTube kanálu Eurovize odvysílán speciální pořad Eurovision Song Celebration 2020, kde byly prezentovány všechny písně z tohoto semifinále a další bonusy. Pořadí skladeb určili producenti soutěže a odpovídalo pořadí, které by platilo i v případě, že by Eurovize probíhala tradiční formou. Druhá část pořadu byla odvysílána o dva dny později.
| Pořadí | Země              | Interpret    | Skladba               | Jazyk                   |
| ------ | ----------------- | ------------ | --------------------- | ----------------------- |
| 1.     | Švédsko           | The Mamas    | „Move"                | angličtina              |
| 2.     | Bělorusko         | VAL          | „Da vidna“ (Да вiдна) | běloruština             |
| 3.     | Austrálie         | Montaigne    | „Don't Break Me“      | angličtina              |
| 4.     | Severní Makedonie | Vasil        | „You“                 | angličtina              |
| 5.     | Slovinsko         | Ana Soklič   | „Voda“                | slovinština             |
| 6.     | Litva             | The Roop     | „On Fire“             | angličtina              |
| 7.     | Irsko             | Lesley Roy   | „Story of My Life“    | angličtina              |
| 8.     | Rusko             | Little Big   | „Uno“                 | angličtina, španělština |
| 9.     | Belgie            | Hooverphonic | „Release Me“          | angličtina              |
| 10.    | Malta             | Destiny      | „All of My Love“      | angličtina              |
| 11.    | Chorvatsko        | Damir Kedžo  | „Divlji vjetre“       | chorvatština            |
| 12.    | Ázerbájdžán       | Efendi       | „Cleopatra"           | angličtina              |
| 13.    | Kypr              | Sandro       | „Running“             | angličtina              |
| 14.    | Norsko            | Ulrikke      | „Attention“           | angličtina              |
| 15.    | Izrael            | Eden Alene   | „Feker Libi“ (ፍቅር ልቤ) | angličtina, amharština  |
| 16.    | Rumunsko          | Roxen        | „Alcohol You“         | angličtina              |
| 17.    | Ukrajina          | Go_A         | „Solovej“ (Соловей)   | ukrajinština            |

### Druhé semifinále
Druhého semifinále se mělo zúčastnit celkem 18 zemí. Odehrát se mělo 14. května ve 21 hodin místního času. Hlasovat by mohli diváci z těchto zemí a tří zemí tzv. Velké pětky, konkrétně z Francie, Spojeného království a Španělska.
| Pořadí | Země        | Interpret           | Skladba               | Jazyk         |
| ------ | ----------- | ------------------- | --------------------- | ------------- |
| 1.     | Řecko       | Stefania            | „Superg!rl“           | angličtina    |
| 2.     | Estonsko    | Uku Suviste         | „What Love Is"        | angličtina    |
| 3.     | Rakousko    | Vincent Bueno       | „Alive“               | angličtina    |
| 4.     | Moldavsko   | Natalia Gordienko   | „Prison"              | angličtina    |
| 5.     | San Marino  | Senhit              | „Freaky!“             | angličtina    |
| 6.     | Česko       | Benny Cristo        | „Kemama“              | angličtina    |
| 7.     | Srbsko      | Hurricane           | „Hasta la vista“      | srbština      |
| 8.     | Polsko      | Alicja              | „Empires"             | angličtina    |
| 9.     | Island      | Daði og Gagnamagnið | „Think About Things"  | angličtina    |
| 10.    | Švýcarsko   | Gjon's Tears        | „Répondez-moi"        | francouzština |
| 11.    | Dánsko      | Ben and Tan         | „Yes"                 | angličtina    |
| 12.    | Albánie     | Arilena Ara         | „Fall from the Sky"   | angličtina    |
| 13.    | Finsko      | Aksel               | „Looking Back"        | angličtina    |
| 14.    | Arménie     | Athena Manoukian    | „Chains on You"       | angličtina    |
| 15.    | Portugalsko | Elisa               | „Medo de sentir“      | portugalština |
| 16.    | Gruzie      | Tornike Kipiani     | „Take Me as I Am"     | angličtina    |
| 17.    | Bulharsko   | Victoria            | „Tears Getting Sober" | angličtina    |
| 18.    | Lotyšsko    | Samanta Tīna        | „Still Breathing“     | angličtina    |

### Finále
Finále se mělo uskutečnit 16. května ve 21 hodin místního času. Zúčastnit se ho mělo 26 zemí – 10 nejlepších z každého semifinále, státy z tzv. Velké pětky, které do finále postupují automaticky, a Nizozemsko jakožto vítěz předchozího ročníku.
| Pořadí | Země               | Interpret      | Skladba          | Jazyk                     |
| ------ | ------------------ | -------------- | ---------------- | ------------------------- |
| 23.    | Nizozemsko         | Jeangu Macrooy | „Grow"           | angličtina                |
| —      | Francie            | Tom Leeb       | „The Best in Me“ | angličtina, francouzština |
| —      | Itálie             | Diodato        | „Fai rumore“     | italština                 |
| —      | Německo            | Ben Dolic      | „Violent Thing“  | angličtina                |
| —      | Spojené království | James Newman   | „My Last Breath“ | angličtina                |
| —      | Španělsko          | Blas Cantó     | „Universo"       | španělština               |

## Náhradní show

### Eurovision Song Celebration 2020
12. a 14. května, místo zrušených semifinálových kol, bylo na oficiálním YouTube kanálu Eurovize představeno všech 41 písní včetně dalších bonusů. Pořadí určili producenti soutěže stejně jako v minulých letech. Fanoušci se mohli stát součástí vysílání, zveřejněny byly jejich názory na skladby a tradiční rekapitulace písní byla vytvořena jen z videí fanoušků.

### Eurovision: Europe Shine a Light
Místo Eurovize se EVU rozhodla uspořádat Eurovision: Europe Shine a Light. Tento živý televizní program zajistili nizozemští provozovatelé televizního vysílání AVROTROS, NOS a NPO. Stopáž celého přenosu byla 120 minut a celý přenos moderovali Chantal Janzen, Edsilia Rombley a Jan Smit, kteří měli moderovat Eurovizi. Spolu s nimi uváděla během vysílání jednotlivá vystoupení NikkieTutorials, která měla být rovněž součástí týmu Eurovize 2020. Soutěž byla vysílána v celkem 46 zemích. Česká republika tento program vysílala živě na kanále ČT Art s českým komentářem Jana Maxiána.

## Ostatní země
Podmínkou pro účast na soutěži je aktivní členství v Evropské vysílací unii (EVU), daný stát je tak schopný soutěž vysílat.

### Aktivní členové EVU
- Andorra – V březnu 2019 uvedl andorrský veřejnoprávní vysílatel Ràdio i Televisió d’Andorra (RTVA), že podobně jako v roce 2004, kdy se Andorra soutěže zúčastnila poprvé, by byl ochotný ve spolupráci s katalánskou společností Televisió de Catalunya pracovat na návratu na eurovizní pódium.[9] O dva měsíce později však představitelé RTVA oznámili opětovnou neúčast, která trvá již od ročníku 2010, kdy ze soutěže odstoupili z finančních důvodů.[10] Do diskuse se v listopadu 2019 zapojila i vládnoucí strana Demòcrates per Andorra, podle níž se společnost RTVA do soutěže vrátí, za nezbytné ale považuje vypracování cenového posudku.[11]
- Bosna a Hercegovina – Dle informací Lejly Babović, členky řídícího výboru veřejnoprávního vysílatele Bosenskohercegovačka radiotelevizija (BHRT), z prosince 2018, je návrat Bosny a Hercegoviny na Eurovizi prioritou, kvůli nedostatku financí však zapochybovala o návratu do soutěže i pro tento ročník.[12] Země naposledy soutěžila v roce 2016. V červenci 2019 BHRT definitivně potvrdila opětovnou neúčast z důvodu sankcí uvalených ze strany EVU kvůli přetrvávajícímu bosenskému dluhu.[13]
- Maďarsko – V říjnu 2019 přišel maďarský veřejnoprávní vysílatel MTVA s informací, že tradiční národní kolo A Dal, které se pro výběr reprezentantů využívalo již od roku 2012, nebude pro tento ročník pořádáno a namísto toho se jeho organizátoři zaměří na rozvoj maďarské popové hudební scény.[14] Oficiálně vyšla najevo maďarská absence na Eurovizi 2020 až se zveřejněním kompletního seznamu účastníků od EVU.[15] Pravidelná a poměrně úspěšná šňůra maďarských reprezentantů byla tak poprvé přerušena, a to konkrétně v době zvyšujícího se odporu tamní vlády a vedení stanice MTVA vůči zástupcům skupiny LGBT. Přestože země neudala žádný oficiální důvod odstupu ze soutěže, dle spekulací označila MTVA Eurovizi za „příliš gay“.[16]
- Lucembursko – Požadavky na návrat Lucemburska do soutěže se s velkou sílou objevily především před konáním předchozího ročníku v Tel Avivu. Zpěvačka Anne-Marie David, lucemburská eurovizní vítězka z roku 1973, tyto žádosti aktivně podpořila, zatímco fanoušci soutěže podali národnímu vysílateli RTL Télé Lëtzebuerg (RTL) a Poslanecké sněmovně Lucemburska za návrat této západoevropské země na Eurovizi petici.[17] Důvodem pro podobnou akci se staly argumenty vedení televize o tom, že znovuúčast by byla finančně příliš nákladná a že ministáty nemají na moderní Eurovizi velkou šanci na úspěch. Novou petici podala v červnu 2019 dokonce sama Poslanecká sněmovna, jež přijímala podpisy do 1. srpna.[18] Ani to však RTL nepřesvědčilo a již v červenci Lucembursko oficiálně odmítlo účast na ročníku 2020. Společnost by se prý ráda spíše než na hudební a zábavní tvorbu zaměřila na zpravodajské relace, jako důvod další absence byla i finanční zátěž. Lucembursko se na Eurovizi naposledy objevilo v roce 1993.
- Monako – Monacká televize TMC oznámila neúčast na Eurovizi 2020 v srpnu 2019. Reprezentant Monaka na soutěži naposledy vystoupil v roce 2006.
- Černá Hora – Přestože národní vysílatel Radio televizija Crne Gore (RTCG) v září 2019 účast na dalším ročníku přislíbil, v listopadu internetovému portálu ESCToday prozradil, že účast patrně nebude uskutečnitelná. Toto prohlášení vydal generální ředitel televize, Božidar Šundić, s tím, že oficiální stanovisko ještě určí rada televize. Následně se však Černá Hora neobjevila na oficiální seznamu účastníků vydaném EVU. RTCG nakonec uvedla, že ze soutěže odstupuje z důvodu neuspokojivých výsledků na předchozích ročníků a rovněž finančních problémů. Finance jinak utracené za přihlašovací poplatek vysílatel využil na pořízení nových automobilů pro své pracovníky.
- Slovensko – Rozhlas a televízia Slovenska (RTVS) potvrdila neúčast na Eurovizi 2020 již v červnu předchozího roku z důvodu nedostatečného zájmu o soutěž ze strany slovenského publika. Naposledy se slovenský zpěvák zapojil v roce 2012.[19]
- Turecko – Turecko, které naposledy soutěžilo v roce 2012, se dle prohlášení EVU ze září 2019 do tohoto ročníku nepřihlásilo.[20]

### Přidružení členové EVU
- Kazachstán – Jon Ola Sand, výkonný supervizor Eurovision Song Contest, v listopadu 2018 uvedl, že případné vpuštění Kazachstánu do soutěže bude muset prodiskutovat referenční skupina EVU. Kazašské vysílací stanici Habar, jež v rámci EVU zastupuje zájmy této středoasijské země, už tato skupina odeslala pozvánku k účasti na dětské verzi soutěže, Junior Eurovision Song Contest, kterou přijala v letech 2018 a 2019. To však Kazachstánu automaticky neumožnilo zapojit se rovněž do standardní podoby Eurovize. V září 2019 EVU nakonec uvedla, že neplánuje přizvat Kazachstán na ročník 2020.

### Nečlenské země EVU
- Kosovo – Mentor Shala, bývalý generální ředitel kosovského vysílatele Radio Televizioni i Kosovës (RTK), v červnu 2018 uvedl, že je na EVU vyvíjen nátlak na uznání společnosti za plnohodnotného člena Unie, aby mohlo Kosovo debutovat na ročníku 2020. Jedním z kritérií přijetí vysílatele do EVU je členství v Mezinárodní telekomunikační unii (ITU). Na 82. valném shromáždění EVU v červnu 2019 proběhlo hlasování o tom, zda zrušit takový požadavek či nikoli. Členové Unie však odhlasovali jeho ponechání, což má za následek další zdržení kosovské eurovizní otázky. Eurovize 2020 se tak tato balkánská země opět neúčastní.
- Lichtenštejnsko – Lichtenštejnský veřejnoprávní vysílatel 1 FL TV oznámil neúčast na Eurovizi 2020 v srpnu 2019. Přestože jisté snahy o podání přihlášky do EVU a následné participací na Eurovizi v minulosti proběhly, po neočekávaném úmrtí ředitele televize, Petera Kölbela, se od nich postupně odstoupilo. K pokrytí veškerých nákladů spojených se vstupem do Unie a následným poplatkům v rámci účasti na samotné soutěži by společnost jinak potřebovala finanční pomoc lichtenštejnské vlády.

## Výběr reprezentantů
Každá zúčastněná země si svého reprezentanta a píseň může vybrat dle své volby. Všechny skladby musí být zveřejněny nejpozději do 9. března 2020.
- Albánie – Albánský veřejnoprávní vysílatel Radio Televizioni Shqiptar (RTSH) pro výběr reprezentanta již tradičně využívá hudební soutěž Festivali i Këngës. Soutěžní písně pro 58. ročník byly zveřejněny 9. prosince 2019.[21] Z celkového počtu 20 písní vybrala pětičlenná porota během dvou živých semifinálových večerů 10 finalistů. Ti se následně utkali ve finále 22. prosince. Vítězkou se stala Arilena Ara s písní „Shaj“, která tak odjede do Rotterdamu jako albánská reprezentantka.[22] Albánský výběr doprovázely pochybnosti ohledně férovosti výsledků poroty. Přestože se favorizovaná zpěvačka Elvana Gjata umístila shodně na 1. místě u všech tří zahraničních porotců, dvě zbylé albánské porotkyně tuto soutěžící umístily na spodní příčky svých výsledků tak, že Gjata nakonec skončila na 2. místě. Stín na průběh národního kola vrhá i fakt, že jedna z jeho producentek je zároveň manažerkou vítězky Arileny.[23] Reprezentační skladba „Shaj“ bude s největší pravděpodobností zpívána v angličtině a ponese název „Curse“.[23]
- Arménie – Arménská veřejnoprávní televizní společnost AMPTV se pro výběr reprezentanta 2020 vrací k 3. ročníku soutěže Depi Evratesil. To již využila v letech 2017 a 2018. Na rozdíl od předchozích ročníků se bude skládat pouze z jednoho kola, během něhož vystoupí celkem 12 soutěžících. Jeho vítěz se stane arménským reprezentantem. Slavnostní večer se odehraje 15. února.[24]
- Ázerbájdžán – Reprezentant Ázerbájdžánu bude vybrán interně veřejnoprávní televizí İctimai Televiziya (İTV).[25]
- Bulharsko – Po roční odmlce sází Bulharská národní televize (BNT) stejně jako v předcházejících letech na interní výběr. Dne 25. listopadu 2019 televize odhalila bulharského zástupce na Eurovizi 2020, zpěvačku Viktorii Georgievu, jejíž soutěžní píseň bude představena v březnu 2019.[26]
- Dánsko – Dánský reprezentant bude vybrán pomocí 50. ročníku soutěže Dansk Melodi Grand Prix pořádaného veřejnoprávním vysílatelem DR. V rámci národního kola se uskutečnilo i semifinálové kolo o 9 soutěžících. Ti byli rozděleni do 3 skupin po třech dle vysílacích regionů společnosti DR. Vítězové každé skupiny, kteří byli vybráni pomocí diváckého hlasování a vyhlášeni 24. ledna, se přidávají k dalším 5 již zvoleným finalistům Dansk Melodi Grand Prix 2020. Tyto soutěžící oznámil vysílatel 31. ledna společně s dalšími dvěma „divokými kartami“ ze semifinálového kola.[27] Finále o 10 číslech se nakonec uskuteční v kodaňské Royal Arena 7. února.[28]
- Finsko – Yielsradio Oy (Yle), finský národní vysílatel, pořádá pro výběr finského reprezentanta 9. vydání soutěže Uuden Musiikin Kilpailu. Skladby 6 interpretů, kteří usilují o zastupování Finska na Eurovizi 2020, společnost Yle zveřejnila 21. ledna. Finále, o jehož vítězi rozhodne napůl výsledek diváckého hlasování a hodnocení odborné poroty, proběhne 7. března.[29]
- Irsko – Irského reprezentanta již popáté v řadě vybírá irský veřejnoprávní vysílatel Raidió Teilifís Éireann (RTÉ). Přestože interpret a jeho píseň RTÉ zveřejní v následujících měsících, kreativní režisér irské delegace uvedl, že skladba bude spojená s LGBT tematikou.[30]
- Portugalsko – Portugalsko vybere svého reprezentanta prostřednictvím 54. ročníku hudební soutěže Festival da Cançao pořádané vysílatelem Rádio e Televisăo de Portugal (RTP). Výběrové kolo se bude skládat ze tří soutěžních večerů – dvou semifinále 22. a 29. února a finále 7. března. V soutěži se objeví celkem 16 písní – 14 z nich přizvala přímo společnost RTP, jedna byla zvolena prostřednictvím rádia Antena 1 a jedna diváckým hlasováním.[31] Skladby RTP zveřejnila 15. ledna. Každého semifinále se tak zúčastní 8 písní, z nichž 4 postoupí do finále.[32] Vítěz bude vybrán napůl dle výsledků diváckého hlasování a hodnocení odborné poroty. Již potřetí v řadě si interpreti mohou vybrat jazyk skladby, drtivá většina z nich se ale rozhodla zpívat v portugalštině.
- Řecko – Výběr řeckého reprezentanta závisí na interní volbě veřejnoprávního vysílatele ERT. Dle fanouškovského klubu OGAE Greece volba padla na nizozemsko-řeckou zpěvačku Stefanii Liberakakis, která reprezentovala Nizozemsko na dětské verzi Eurovize v roce 2016. Společnost ERT se však k těmto spekulacím zatím nevyjádřila a oficiální informace nevydala.[33]
- Srbsko – Srbské národní kolo zprostředkovává národní vysílatel Radiotelevizija Srbije (RTS) přes 10. vydání soutěže Beovizija. Z 90 písní, jež společnost RTS přijala, vybrala celkem 24 z nich.[34] Oficiálního zveřejnění se dočkají 6. února. Soutěžící se utkají ve dvou semifinále 28. a 29. února. Na základě diváckého hlasování a hodnocení odborné poroty do finále postoupí 12 z nich. Finálové kolo se uskuteční 1. března a jeho vítěz odjede do Rotterdamu jako srbský reprezentant.[35] Dle pravidel soutěže se mohou účastnit pouze srbští občané, ti pak musí vystupovat v jednom z oficiálních jazyků této balkánské země.[34]

## Další ocenění

### OGAE
OGAE je mezinárodní organizace sdružující fanoušky Eurovize. V rámci té sestavují jednotlivé národní fankluby pořadí nejlepších 10 čísel, které je zveřejněno několik dní před zahájením soutěže. V roce 2020 vyhrála Litva, Česko nezískalo ani bod.
| Země      | Interpret           | Píseň                 | Počet bodů |
| --------- | ------------------- | --------------------- | ---------- |
| Litva     | The Roop            | „On Fire“             | 430        |
| Island    | Daði og Gagnamagnið | „Think About Things"  | 304        |
| Švýcarsko | Gjon's Tears        | „Répondez-moi“        | 297        |
| Itálie    | Diodato             | „Fai rumore“          | 226        |
| Bulharsko | Victoria            | „Tears Getting Sober“ | 197        |